# Ель-Джамалія (муніципалітет)
Баладіят Ель-Джамалія (араб. الجميلية, англ. Al Jumaliyah) — адміністративна одиниця у складі Катару. Адміністративний центр — місто Ель-Джамалія. На території в 2 611  км² проживає 13 тис. катарців. З 2004 року долучена до баладіяту Ар-Раян.

## Розташування
Баладіят Ель-Джамалія лежить в східній частині Катару, на узбережжі Перської затоки межує:
- з півночі  — з тодішнім ще баладіятом Аль-Гуварія;
- з північного сходу — з баладіятом Аль-Хор;
- з півдня  — з тодішнім ще баладіятом Джаріян-аль-Батна;
- зі сходу — з баладіятом Умм-Салаль;
- з південного сходу — з баладіятом Ар-Раян.

## Історія
Ця західна місцина Катару вважалася здавна малозаселеною, лише глибокі затоки на узбережжі та помірне море сприяли мореплавству, а за ним і торгівлі, які й розвинулися на цих землях. Мешканці жили вздовж узбережжя і займалася рибальством та видобутком перлів. Більшість жителів було сконцентровано в тодішньому центрі — Ель-Джамалія.
У середині ХХ століття сановники Катару поставили за мету впорядкувати свої уділи адміністративно, тоді вони створили на базі історичних центрів держави кілька адміністративних одиниць і закріпили це в законі № 11 від 1963 року. Пізніше, в 1972 році, Шейх Мохаммед бін Джабер Аль Тані підписав законопроєкт № 19, яким розмежував кілька баладіятів, серед яких, зокрема, Ель-Джамалія.

## Населення і поселення
Від часів свого заснування цей слаборозвинутий баладіят не був важливим, лише з початку ХХІ століття Ель-Джамалія почала динамічно розвиватися, від 7 000 катарців у 1980-х роках до 13 085 жителів у 2010 році. Більшість його мешканців — катарці, але й чимало емігрантів, які працюють у столиці країни й нафтогазових промислах.
| Березень 2004 | Березень 1997 | Березень 1986 |
| ------------- | ------------- | ------------- |
| 10303         | 9836          | 7217          |

Загалом баладіят Ель-Джамалія розділений на кілька зон з відповідними населеними пунктами:
- Центральна (з головними поселеннями Al Ghuwariyah);
- Північна (з поселеннями Al Nuhai, As Sidriyah, As Sulaymi Suhaim Bin Hamad);
- Східна (з поселеннями As Sulukiyah, Umm Juway'id).

## Економіка
Баладіят Ель-Джамалія, як віддалений від столиці країни приречений був стати малорозвинутою територією, що й тривало багато століть до того. Але відкриття в його надрах величезного родовища нафти, спричинило до економічного зростання Катару. Тоді ж на території баладіяту Ель-Джамалія почали розвивати нафтогазовий промисел, зокрема видобуваннянафти — і регіон почав розвиватися прискореними темпами. Постало питання будівництва промислових, оброблювальних та житлових об'єктів й інфраструктури. Саме надходження від нафтогазовидубувного комплексу становлять основну частину в бюджеті баладіяту.
Новим стимулом для розвитку місцевості планується його об'єднання з баладіятом Ар-Раян (яке відбулося в 204 році) та реалізація проєкту проведення Чемпіонату світу з футболу 2022 року. Урядовці планують до того часу налагодити як спортивний так і культурний відпочинок гостей і жителів баладіяту. Стадіон і відомі історичні пам'ятки — стануть візитівкою баладіяту Ар-Раян, зокрема його частинки — Ель-Джамалія.